# إدوارد فرانسوا
إدوارد فرانسوا (بالفرنسية: Édouard François)‏ هو مهندس معماري فرنسي، ولد في 1958 في بولون-بيانكور في فرنسا.